# Maria (Konkubine des al-Aziz)
Maria ist der angenommene Name einer Konkubine des fatimidischen Kalifen al-Aziz (gest. 996), die ihm den nachfolgenden Kalifen al-Hakim (gest. 1021) gebar. Sie war eine Angehörige der melkitischen (griechisch-orthodoxen) Kirche von Ägypten.
Die Mutter des al-Hakim wurde wohl erst nach der Übersiedelung des fatimidischen Hofes nach Kairo im Jahr 973 als Konkubine (ǧāriya) in deren Harem aufgenommen. Am 18. August 985 gebar sie dem Kalifen al-Aziz den Prinzen Mansur, den späteren Kalifen al-Hakim. Zurückführend auf eine unzutreffende Bemerkung des Chronisten Yahya al-Antaki wird sie oft auch als Mutter der Prinzessin Sitt al-Mulk (gest. 1023) genannt, die allerdings schon 970 in „Afrika“ (Ifrīqiya) geboren wurde und deren Mutter 995 verstarb. Als „Mutter eines Sohnes“ (umm walad) dürfte sie in der Rangfolge des Harems aufgestiegen und gegenüber dem Kalifen die Position einer Favoritin erlangt haben. Auf den so gewonnenen Einfluss bauend, konnte sie den Aufstieg ihrer eigenen Familie in höhere Positionen befördern. 986 wurde ihr Bruder Orestes auf Weisung des Kalifen zum neuen Patriarchen der orthodoxen Kirche von Jerusalem ernannt und nachdem ihr Sohn im Jahr 1000 die Selbstherrschaft übernehmen konnte, hat dieser die Ernennung ihres zweiten Bruders Arsenios zum Patriarchen von Alexandria verfügt. Al-Hakims Mutter lebte noch im Jahr 1008/09, als er die Beschlagnahmung aller Landgüter und Stiftungen der christlichen Kirchen anordnete, darunter auch die seiner Mutter gehörenden Immobilien.
Der im fernen Frankreich schreibende Mönch Rodulfus Glaber (gest. um 1040) schrieb der „allerchristlichen Mutter“ (mulier christianissima) des „Fürsten von Babylon“ (principem Babilonis) das Verdienst zu, den Wiederaufbau der von ihrem Sohn zerstörten Grabeskirche von Jerusalem angeordnet zu haben. Diese Nachricht gilt allerdings als wenig glaubwürdig, da dieses Verdienst eher ihrer Stieftochter, der Sitt al-Mulk gebührt. Glaber ist auch der einzige mittelalterliche Autor, der den persönlichen Namen der Kalifenmutter (Maria) nannte, wobei auch hier Zweifel an der Richtigkeit dieser Angabe bestehen. In den Werken der geographisch näher liegenden Autoren wie al-Musabbihi (gest. 1029), Yahya al-Antaki (gest. 1065), oder des Autors der koptischen Patriarchengeschichte wird der Name nicht genannt.